# Comuna Victor Vlad Delamarina, Timiș
Victor Vlad Delamarina (până în 1924 Satu Mic; în maghiară Lugoskisfalu) este o comună în județul Timiș, Banat, România, formată din satele Herendești, Honorici, Pădureni, Petroasa Mare, Pini, Victor Vlad Delamarina (reședința) și Visag.

## Istoric
Numele localității a fost Satu Mic, ea fiind amintită în 1717, cu 60 de case. În 1890 era reședință de comună și avea 616 locuitori. În 1870 s-a născut în această localitate poetul bănățean Victor Vlad Delamarina, decedat prematur în anul 1896. După instaurarea administrației românești în Banat, localitatea a fost redenumită în cinstea poetului născut aici.

## Politică
Comuna Victor Vlad Delamarina este administrată de un primar și un consiliu local compus din 11 consilieri. Primarul, Ioan-Cristian Cardaș[*], de la Partidul Social Democrat, este în funcție din 2016. Începând cu alegerile locale din 2024, consiliul local are următoarea componență pe partide politice:
|  | Partid                           | Consilieri | Componența Consiliului | Componența Consiliului | Componența Consiliului | Componența Consiliului | Componența Consiliului | Componența Consiliului |
|  | -------------------------------- | ---------- | ---------------------- | ---------------------- | ---------------------- | ---------------------- | ---------------------- | ---------------------- |
|  | Partidul Social Democrat         | 6          |                        |                        |                        |                        |                        |                        |
|  | Alianța Dreapta Unită            | 2          |                        |                        |                        |                        |                        |                        |
|  | Alianța pentru Unirea Românilor  | 1          |                        |                        |                        |                        |                        |                        |
|  | Partidul Național Liberal        | 1          |                        |                        |                        |                        |                        |                        |
|  | Uniunea Ucrainenilor din România | 1          |                        |                        |                        |                        |                        |                        |

Primarul comunei, Ioan Sima și viceprimarul Constantin Budulan, sunt ambii membri PSD. Consiliul Local este constituit din 11 membri împărțiți astfel:
|  | Partid                                    | Consilieri | Componența Consiliului | Componența Consiliului | Componența Consiliului | Componența Consiliului | Componența Consiliului | Componența Consiliului | Componența Consiliului | Componența Consiliului |
|  | ----------------------------------------- | ---------- | ---------------------- | ---------------------- | ---------------------- | ---------------------- | ---------------------- | ---------------------- | ---------------------- | ---------------------- |
|  | Partidul Social Democrat                  | 8          |                        |                        |                        |                        |                        |                        |                        |                        |
|  | Uniunea Ucrainenilor din România (UUR)    | 1          |                        |                        |                        |                        |                        |                        |                        |                        |
|  | Partidul Național Liberal                 | 1          |                        |                        |                        |                        |                        |                        |                        |                        |
|  | Partidul Popular și al Protecției Sociale | 1          |                        |                        |                        |                        |                        |                        |                        |                        |

## Obiective turistice
- Mănăstirea "Sfinții Arhangheli Mihail și Gavril" Petroasa Mare

## Demografie
Componența etnică a comunei Victor Vlad Delamarina
     Români (68,02%)
     Ucraineni (16,62%)
     Germani (1,3%)
     Romi (1,09%)
     Alte etnii (12,97%)
Componența confesională a comunei Victor Vlad Delamarina
     Ortodocși (71,14%)
     Penticostali (8,55%)
     Greco-catolici (2,88%)
     Romano-catolici (2,39%)
     Baptiști (1,38%)
     Alte religii (1,5%)
     Necunoscută (12,16%)
Conform recensământului efectuat în 2021, populația comunei Victor Vlad Delamarina se ridică la 2.467 de locuitori, în scădere față de recensământul anterior din 2011, când fuseseră înregistrați 2.604 locuitori. Majoritatea locuitorilor sunt români (68,02%), cu minorități de ucraineni (16,62%), germani (1,3%) și romi (1,09%). Din punct de vedere confesional, majoritatea locuitorilor sunt ortodocși (71,14%), cu minorități de penticostali (8,55%), greco-catolici (2,88%), romano-catolici (2,39%) și baptiști (1,38%), iar pentru 12,16% nu se cunoaște apartenența confesională.

## Legături externe

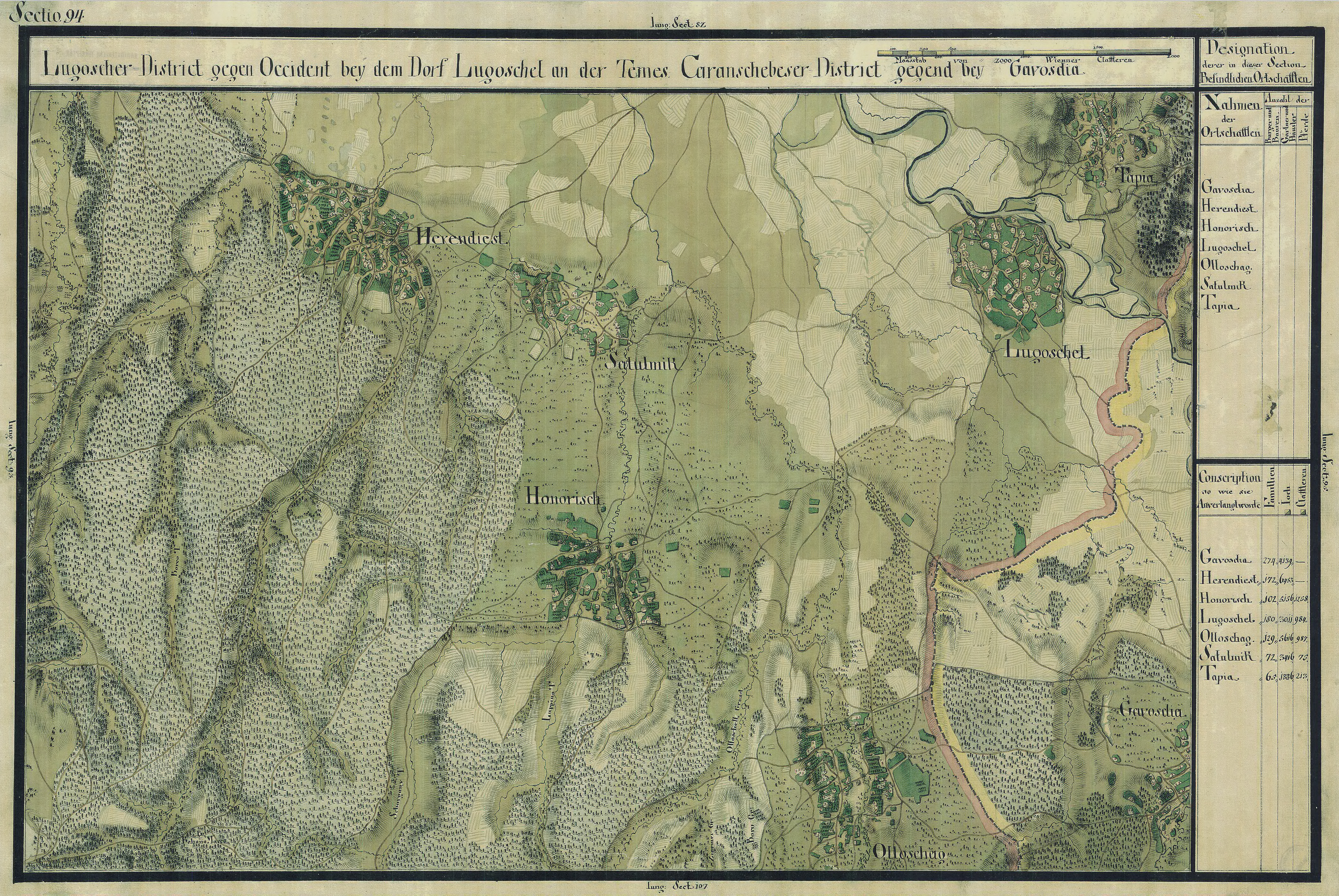
Vlad Delamarina în Harta Iosefină a Banatului, 1769-72